# Civitella San Paolo
Civitella San Paolo är en ort och kommun i storstadsregionen Rom, innan 2015 provinsen Rom, i regionen Lazio i Italien. Kommunen hade 2 032 invånare (2018).